# Andrea Lucchesini
Andrea Lucchesini (* 1965 in Massa e Cozzile) ist ein italienischer Pianist.

## Leben
Lucchesini wurde in Maria Tipos Schule ausgebildet und ist seit seinem Sieg im Wettbewerb Dino Ciani international bekannt. Während seiner Konzerttätigkeit arbeitete er mit Dirigenten wie Claudio Abbado, Semjon Bytschkow, Roberto Abbado, Riccardo Chailly, Dennis Russell Davies, Charles Dutoit, Daniele Gatti, Gianluigi Gelmetti, Daniel Harding, John Neshling, Gianandrea Noseda und Giuseppe Sinopoli zusammen.
Schwerpunkt seines Interesses ist die Musik des 20. Jahrhunderts. Das Konzert Echoing curves von Luciano Berio gehört zu seinem Standardrepertoire; er spielte es für BMG ein. Ein weiteres Werk Berios, eine Sonate, kam im Juli 2001 mit Lucchesini als Pianisten zur Uraufführung. Er spielt auch häufig Werke der Komponisten der Zweiten Wiener Schule, Alban Berg und Arnold Schönberg. Vom gesamten Klavierwerk Schönbergs gibt es mittlerweile Aufnahmen mit Lucchesini.
Seit 2005 ist er künstlerischer Leiter des Kammermusikfestivals von Florenz.
Lucchesini wurde eine Stelle in der Leitung der Scuola di Musica in Fiesole angetragen.

## Preise und Auszeichnungen
1983 gewann er als erster Italiener den Wettbewerb Dino Ciani in Mailand. 1994 erhielt er den Premio Accademia Chigiana für seine Konzerttätigkeit, 1993/94 den Kritikerpreis Premio Abbiati. Im August 2004 wurde seine Einspielung der Klaviersonaten Beethovens als beste CD des Monats ausgezeichnet und 2007 bekam Lucchesini für seine Einspielung der Werke für Klavier von Luciano Berio den Preis Classic Voice.

## Aufnahmen (Auswahl)
- Frédéric Chopin – Preludes & Impromptus, EMI Classics
- Alban Berg – Violinkonzert/Kammerkonzert, Teldec 1999
- Arnold Schönberg – Pierrot Lunaire/Erwartung, Teldec 1999
- Ludwig van Beethoven – Werke für Violoncello und Klavier I und II, Agora 2000
- Ludwig van Beethoven – Complete Piano Sonatas, Stradivari 2006
- Luciano Berio – Piano Music, AVIE 2007